# Carretera de Pessonada
|  | Per a altres significats, vegeu «Carretera de Pessonada (Sant Martí de Canals)». |

La Carretera de Pessonada és una antiga pista rural que discorre pel terme municipal de Conca de Dalt (als antics termes d'Aramunt i Hortoneda de la Conca), al Pallars Jussà. Uneix els pobles d'Aramunt i de Pessonada, a través, en el primer tram, del Camí de Toís i Travet. Arrenca d'aquest camí a l'extrem sud-oest de la Serra de Sant Esteve, al nord-est del Tossal de Sant Pere, i arrenca cap al nord-est, seguint de forma paral·lela la serra esmentada, que queda al nord-oest, i la partida d'Hortells, la part de la qual que pertany a Pessonada queda al sud-est de la carretera. Actualment alguns trams d'aquesta carretera estan mig perduts, o es refonen amb altres camins, com el Camí del Camp.